# Matt McDonough
Matthew McDonough (conosciuto anche come Spag o Spüg) (Peoria, 12 marzo 1969) è un batterista statunitense. Suona nei Mudvayne, band alternative metal dell'Illinois.
Ha sempre fatto parte del gruppo, ed è tra i suoi fondatori. È attribuita a lui la definizione "math metal", ed è il compositore di tutte le parti elettroniche dei loro album.
Oltre ai Mudvayne, Matt ha preso parte a progetti come un album solista sotto il nome di MjDawn e la fondazione della casa discografica AtmoWorks insieme a Vir Unis.
Come tutti i membri dei Mudvayne, Matt usava make up facciale nei primi tour e video. 
Il suo make up era spesso a righe verticali bianco-nere (vedere il video di Dig) oppure a due fasce orizzontali giallo-rosse.

## Strumentazione
Matt inizialmente usava una batteria Ayotte rosso-nera (che compare nel video di Dig e nei primi tour), in seguito è stato endorsato da Pearl. Usa piatti Alchemy, bacchette Ahead (modello signature Spag) e pelli Evans.
Gli aspetti caratteristici del suo set sono l'utilizzo di doppio pedale (Tama Iron Cobra) invece della doppia cassa, e il tom da 8" sospeso sopra quello da 10" invece che a fianco.
La sua batteria è una Pearl Masterworks Tobacco Fade:
Cassa da 20", rullante 14"x8", tom 8"-10"-12"-14", timpani 16" (a destra) e 18" (a sinistra).
| Controllo di autorità | VIAF (EN) 103620528 · Europeana agent/base/78660 |